# Visconde de Gouveia
Visconde de Gouveia é um título nobiliárquico criado por D. Maria II de Portugal, por Decreto de 10 de Abril de 1848, em favor de José Freire Pimentel de Mesquita e Vasconcelos.
Titulares
1. José Freire Pimentel de Mesquita e Vasconcelos, 1.º Visconde de Gouveia;
2. José Freire de Serpa Pimentel, 2.º Visconde de Gouveia.